# Karim Konaté
Karim Konaté (Ouragahio, Costa de Marfil, 21 de marzo de 2004) es un futbolista marfileño que juega de delantero en el Red Bull Salzburgo de la Bundesliga austríaca.

## Trayectoria
Canterano del ASEC Mimosas, comenzó su carrera profesional en el club en 2020. En su temporada de debut marcó 7 goles en 18 partidos.

## Selección nacional
Debutó con la selección de Costa de Marfil en un empate 0-0 con la clasificación para la Copa Mundial de Fútbol de 2022 contra Mozambique el 3 de marzo de 2021.

## Estadísticas

### Clubes
Actualizado al último partido disputado el 26 de noviembre de 2024.
| Club                         | Div.          | Temporada     | Liga  | Liga  | Liga   | Copas nacionales | Copas nacionales | Copas nacionales | Copas internacionales | Copas internacionales | Copas internacionales | Total | Total | Total  |
| Club                         | Div.          | Temporada     | Part. | Goles | Asist. | Part.            | Goles            | Asist.           | Part.                 | Goles                 | Asist.                | Part. | Goles | Asist. |
| ---------------------------- | ------------- | ------------- | ----- | ----- | ------ | ---------------- | ---------------- | ---------------- | --------------------- | --------------------- | --------------------- | ----- | ----- | ------ |
| ASEC Mimosas Costa de Marfil | 1.ª           | 2021-22       | 8     | 9     | 0      | 8                | 7                | 0                | 2                     | 2                     | 0                     | 18    | 18    | 0      |
| ASEC Mimosas Costa de Marfil | Total club    | Total club    | 8     | 9     | 0      | 8                | 7                | 0                | 2                     | 2                     | 0                     | 18    | 18    | 0      |
| F. C. Liefering · Austria    | 2.ª           | 2022-23       | 18    | 15    | 1      | —                | —                | —                | —                     | —                     | —                     | 18    | 15    | 1      |
| F. C. Liefering · Austria    | Total club    | Total club    | 18    | 15    | 1      | 0                | 0                | 0                | 0                     | 0                     | 0                     | 18    | 15    | 1      |
| Red Bull Salzburgo · Austria | 1.ª           | 2022-23       | 9     | 3     | 1      | 0                | 0                | 0                | 0                     | 0                     | 0                     | 9     | 3     | 1      |
| Red Bull Salzburgo · Austria | 1.ª           | 2023-24       | 29    | 20    | 2      | 4                | 2                | 1                | 5                     | 0                     | 0                     | 38    | 22    | 3      |
| Red Bull Salzburgo · Austria | 1.ª           | 2024-25       | 9     | 2     | 1      | 3                | 4                | 1                | 5                     | 2                     | 0                     | 17    | 8     | 2      |
| Red Bull Salzburgo · Austria | Total club    | Total club    | 47    | 25    | 4      | 7                | 6                | 2                | 10                    | 2                     | 0                     | 63    | 33    | 6      |
| Total carrera                | Total carrera | Total carrera | 73    | 49    | 5      | 15               | 13               | 2                | 12                    | 4                     | 0                     | 100   | 66    | 7      |

## Palmarés

### Títulos nacionales
| Título     | Club               | País    | Año  |
| ---------- | ------------------ | ------- | ---- |
| Bundesliga | Red Bull Salzburgo | Austria | 2023 |

### Títulos internacionales
| Título                    | Equipo          | Sede            | Año  |
| ------------------------- | --------------- | --------------- | ---- |
| Copa Africana de Naciones | Costa de Marfil | Costa de Marfil | 2023 |